# Auto da Compadecida
Auto da Compadecida é uma peça teatral em forma de auto, em três atos, escrita pelo autor brasileiro Ariano Suassuna em 1955. Sua primeira encenação aconteceu em 1956, no Recife, em Pernambuco. A peça também foi encenada em 1974, com direção de João Cândido.
Trata-se de um drama ocorrido na região Nordeste do Brasil, com elementos da tradição da literatura de cordel, do gênero comédia e traços do barroco católico brasileiro. A obra mistura cultura popular e tradição religiosa.
Na escrita, apresenta traços de linguagem oral, demonstrando na fala do personagem sua classe social. Há também regionalismos, pelo fato de a história se passar no nordeste, região em que o autor nasceu.
Da literatura de cordel, Suassuna pegou emprestado o personagem João Grilo, personagem folclórico presente tanto no Brasil, quanto em Portugal. Também buscou inspiração em dois folhetos de Leandro Gomes de Barros (1865-1918), "O Dinheiro", também chamado de "O testamento do cachorro" e "O cavalo que defecava dinheiro".
Auto da Compadecida projetou Suassuna em todo o país e foi considerada por Sábato Magaldi, em 1962,"o texto mais popular do moderno teatro brasileiro".Anuário - Academia Brasileira de Letras no Google Livros A peça foi adaptada para o cinema pela primeira vez em 1969, com o filme A Compadecida. A segunda adaptação foi em 1987, com o filme Os Trapalhões no Auto da Compadecida.
Em 1999, foi apresentada como uma minissérie pela Rede Globo de Televisão (em que houve o acréscimo do artigo “o” antes do nome original). Essa foi a adaptação mais conhecida, e foi editada em 2000 para exibição nos cinemas. Nela aparecem alguns personagens, como o Cabo Setenta, Rosinha e Vicentão, que não fazem parte da peça original, mas da obra Torturas de um Coração, além de elementos de O Santo e a Porca, ambas de autoria de Ariano Suassuna.

## Personagens
- O palhaço - o palhaço, já que a peça é escrita em pantomima (teatro de rua), atua como um apresentador, entrando e saindo da trama e conversando com o público.
- João Grilo - um homem pobre e aproveitador. Vive arranjando confusões. Trabalha para o padeiro e é o melhor amigo de Chicó.
- Chicó - é um homem covarde e gosta de contar mentiras. Trabalha para o Padeiro e é o melhor amigo de João.
- O padeiro - homem avarento, dono da padaria e presidente da Irmandade das Almas de Taperoá. Esposo de uma mulher infiel.
- A mulher do padeiro - mulher adúltera que se diz santa. Vive agradando seu marido. E assim como seu cônjuge, é muito avarenta.
- Padre João - padre que chefia a paróquia de Taperoá. Muito racista e avarento, visa somente o lucro material.
- Bispo – assim como o padre, ele é muito avarento, e vive difamando seu colega, o Frade.
- Frade - um homem honesto e de bom coração. Não sabe que vive sendo difamado pelo Bispo.
- Sacristão - o sacristão da paróquia é um homem desconfiado e conservador.
- Major Antônio Morais - Antônio Noronha de Brito Morais é um major ignorante e autoritário. Descendente do Conde dos Arcos, mora numa fazenda nos arredores de Taperoá. Usa seu poder para amedrontar os mais pobres.
- Severino - Severino de Aracaju é um cangaceiro que encontrou no cangaço uma forma de sobrevivência, depois que seus pais foram mortos pela Polícia.
- Cangaceiro ou Cabra - é um dos capangas de Severino. Vive fazendo de tudo para agradar seu chefe, a quem idolatra.
- A Compadecida - é a própria Nossa Senhora. Bondosa e cândida, ela intercede por todos no Julgamento.
- Manuel - é o próprio Jesus Cristo, e também o juiz do povo, julgando sempre com sabedoria e imparcialidade, mas tem o dom da misericórdia. Nesta versão, ele possui a pele negra, o que causa espanto em alguns.
- Encourado - é a encarnação do Diabo. Vive tentando imitar Manuel, por isso exige reverências pelos lugares onde passa. É o justo promotor do Julgamento, mas diferentemente de Manuel e da Compadecida, não tem misericórdia.
- Demônio - é o fiel servo do Encourado. Vive fazendo de tudo para agradá-lo, porém é desprezado pelo mesmo.

## Elenco

### Elenco de 1956
Auto da Compadecida foi encenada pela primeira vez no dia 11 de setembro de 1956, no Teatro de Santa Isabel, pelo Teatro Adolescente do Recife, sob direção de Clênio Wanderley, figurino de Victor Moreira e cenários de Aloísio Magalhães, tendo como elenco os seguintes atores:
- Palhaço:
- João Grilo: Agildo Ribeiro
- Chicó:
- Padeiro: Jammal
- Mulher do padeiro: Giulia Piske
- Padre João: Sandoval Cavalcanti
- Bispo: Luís
- Frade: Mário Boavista
- Sacristão: Alberique Farias
- Antônio Moraes: José de Sousa Pimentel
- Severino: Victor Perotti
- Cangaceiro: Matheus Martins
- A Compadecida: Maria do Socorro Raposa Meira
- Manuel: José Gonçalves
- O Encourado: José de Sousa Pimentel
- Demônio: Mário Boavista

### Elenco de 1967
Em 11 de março de 1967, a peça foi encenada em São Paulo pelo Studio Teatral, sob a direção de Hermolido Filho, no Teatro Natal, sendo os papéis representados pelos seguintes atores:
- Palhaço: José Pinheiro
- João Grilo: Armando Bógus
- Chicó: Nelson Duarte
- Padeiro: Taran Dach
- Mulher do padeiro: Cici Pinheiro
- Padre João: Felipe Carone
- Bispo: Thales Maia
- Frade: Ângelo Diaz
- Sacristão: Samuel dos Santos
- Antônio Moraes: Teotônio Pereira
- Severino: Renato Master
- Cangaceiro: Jorge Nader
- A Compadecida: Córdula Reis
- Manuel: Milton Ribeiro
- O Encourado: Dalmo Ferreira
- Demônio: Milton Gonçalves

## Adaptações para o cinema e Teatro
- A Compadecida (filme de 1969)
- Os Trapalhões no Auto da Compadecida (filme de 1987)
- O Auto da Compadecida (minissérie de 1999)
- O Auto da Compadecida (filme de 2000)
- O Auto da Compadecida (teatro de 2017)
- O Auto da Compadecida 2 (filme de 2024)